# Joseph Charles Bequaert
Joseph Charles Corneille Bequaert fue un naturalista estadounidense de origen belga (24 de mayo de 1886, Thourout, Bélgica-19 de enero de 1982, Amherst, Massachusetts).
En 1908, obtiene su doctorado en botánica en la Universidad de Gante. Fue entomólogo, de 1910 a 1912, en la Comisión Belga sobre la enfermedad del sueño.
De 1913 a 1915, trabaja como botánico en el Congo Belga y realiza recolecciones de moluscos. Migra en 1916 a EE. UU.
De 1917 a 1922 es investigador asociado al seno del American Museum of Natural History. Naturalizado en 1921, enseña Entomología en la Harvard Medical School.
De 1929 a 1956, es curador de insectos en el Museum of Comparative Zoology. Ocupa el "sillón Agassiz de Zoología" de 1951 a 1956 en el seno de esa institución.
Bequaert deviene presidente de la "Unión Malacológica de EE.UU." en 1954. Deja esas funciones por Harvard en 1956.
De 1956 a 1960, enseña Biología en la Universidad de Houston. Con Walter Bernard Miller (1918-2000), publican The Mollusks of the Arid Southwest en 1973.
Fue miembro de diversas sociedades científicas como la "Sociedad Zoológica de Francia"], la "Sociedad Entomológica de EE.UU.", la "Sociedad Real Belga de Entomología", la "Sociedad Belga de Medicina Tropical", el "Instituto Real Colonial de Bélgica, la "Koninklijk Natuurwetenschappelijk Genootschap Dodonaea", la "Sociedad de Historia Natural del África del Norte, etc.

## Algunas publicaciones[1]
- 1932. Apéndice. En Cockerell, T.D.A. Abejas (Hymenoptera, Apoidea) colectadas en Chichen Itzi, Yucatán, por las Expediciones de Harvard de 1929-1930. Bull. Brooklyn. Ent. Soc., new ser., vol. 27, p. 17
- 1938 : A new North American mason-wasp from Virginia (Washington) : 79-87
- 1943. Stingless bees nesting in association with ants (Hymenoptera). Ibid., new ser., vol. 38, p. 141
- 1948 : Monograph of the Strophocheilidae, a neotropical family of terrestrial mollusks, The Museum, Cambridge : 210 pp.
- 1950 : Studies in the Achatininae, a group of African land snails, The Museum, Cambridge : 216 pp.
- 1973 : con Walter Bernard Miller. 1918-2000. The mollusks of the arid Southwest, with an Arizona check list, University of Arizona Press, Tucson : xvi + 271 pp.
- La abreviatura «Bequaert» se emplea para indicar a Joseph Charles Bequaert como autoridad en la descripción y clasificación científica de los vegetales.[2]